# 韋夫蘭鎮區 (阿肯色州耶爾縣)
韋夫蘭鎮區（英語：Waveland Township）是位於美國阿肯色州耶爾縣的一個行政鎮區。

## 地方資料
韋夫蘭鎮區的面積為41.45平方千米，當中陸地面積為37.83平方千米，而水域面積為3.82平方千米。根據2010年美國人口普查的數據，當地共有人口285人，而人口密度為每平方千米6.88人。